# هربرت فيشر (راكب الكنو)
هربرت فيشر (بالألمانية: Herbert Fischer)‏ هو راكب الكنو ألماني، ولد في 16 أبريل 1951.

## وصلات خارجية
- هربرت فيشر على موقع أوليمبيديا (الإنجليزية)